# E-card (Chipkarte)

e-card

e-card-Rückseite (EKVK)

Die österreichische e-card (SV-Chipkarte) ist die personenbezogene Chipkarte des elektronischen Verwaltungssystems der österreichischen Sozialversicherung (Kranken-, Unfall-, Pensions-, Arbeitslosenversicherung). Dieses System hat die Verwaltungsabläufe zwischen Versicherten, Dienstgebern, Vertragspartnern (Ärzten, Spitälern, Apothekern usw.) und diesen gleichgestellten Personen sowie Sozialversicherungsträgern zu unterstützen. Es ist so zu gestalten, dass die von den Sozialversicherungsträgern zu vollziehenden Gesetze weitgehend ohne papierschriftliche Unterlagen vollzogen werden können. Neben den e-cards werden auch o-cards zur Kennzeichnung ärztlicher Ordinationen ausgestellt, weitere Kartenarten (a-card für Apotheken etc.) werden überlegt.

## Einführung und Nutzung
Ein Feldversuch lief 1993/1994 mit drei Ärzten und ca. 4000 Chipkarten für deren Patienten. Auf Basis der Erfahrungen daraus wurde 1996 der Sozialminister ersucht, ein Chipkartensystem einzurichten. Das einschlägige Gesetz erschien 1999 parallel zur Umsetzung der Signaturrichtlinie.
In der ersten Ausbaustufe ersetzt die e-card den Versicherungsnachweis auf Papier (Krankenschein, Krankenkassenscheck, Arzthilfeschein, Patientenschein, Behandlungsschein, Zahnschein). Die Testphase lief im Dezember 2004 im Burgenland, 2005 wurden alle sozialversicherten Menschen in Österreich (unabhängig von Staatsbürgerschaft und Erwerbstätigkeit) mit der Karte ausgestattet. Seit Mai 2009 erlaubt die e-card auch die Meldung und Abmeldung zum Krankenstand. Dieses Service wurde seit Mai 2008 in einem Pilotprojekt mit 35 Ärzten und über 42.000 Online Meldungen in Oberösterreich getestet.
Die e-card gehört zum österreichischen E-Government. Sie verwendet elektronische Signaturen und ist keine reine Krankenversicherungskarte (Gesundheitskarte), sondern eine allgemein nutzbare Chipkarte. Mit ihr ist auch außerhalb der Sozialversicherung die elektronische Authentifizierung der Kartenbesitzer möglich, die Karte bietet sicheren Zugriff auf persönliche Daten, die bei anderen Stellen gespeichert sind. Für die e-card wird ein jährlicher Beitrag von 13,60 € erhoben. Ab November 2025 steigt der Beitrag auf 25 €.
Pro Arbeitstag werden ca. 350.000 bis 580.000 Patientenkontakte über e-cards abgewickelt. Der stärkste Tag war der 26. Jänner 2009 mit 623.552 Patientenkontakten. Über 11.000 Vertragspartner (hauptsächlich Ärzte) sind an das e-card-System angeschlossen. In Summe gibt es rund 8,4 Mio. aktive e-cards. Bis Ende des Jahres 2006 wurden 9.425.551 e-cards ausgestellt. Jährlich müssen für Neugeborene, nach Namenswechseln, Verlust usw. mehrere hunderttausend Karten neu ausgestellt werden. Dem gegenüber steht der Entfall von jährlich ca. 40 Millionen früher noch teilweise manuell ausgestellter Krankenscheine und Auslandskrankenscheine (Formular E 111 usw.), der Entfall der Logistik dieser Papierbelege und die Verhinderung von Missbräuchen (durch einfaches Nachdrucken dieser Belege usw.).
Seit Anfang Dezember 2009 werden neue e-cards mit den Buchstaben „sv“ in Brailleprägung ausgegeben um einen weiteren Schritt in Richtung barrierefreie Nutzung des Gesundheitssystems zu setzen.

## e-card-System
Das e-card-System ist ein Online-System, über welches Versicherungsansprüche sofort verifiziert werden können (einschließlich Nebenangaben wie Rezeptgebührenbefreiungen etc.). Für den Fall, dass keine Leitungsverbindung zum zentral geführten Rechenzentrum hergestellt werden kann, ist es off-line möglich, versicherungsrelevante Angaben (Arztbesuche) zu speichern und nach Wiederherstellung der Verbindung zu übertragen.
Die e-card gilt für alle gesetzlichen Krankenkassen, darüber hinaus auch für eine Reihe von Beamten-Sondersystemen und (ab September 2010) für die Bezieher von Sozialhilfe („bedarfsorientierte Mindestsicherung“ genannt). Versicherungswechsel berühren die Verwendbarkeit nicht. Einrichtungen für die Aktualisierung der Kartenangaben sind nicht notwendig. Angaben über Versicherungsschutz (Versichertenstatus bei welcher Krankenkasse, Gebührenbefreiungen usw.) sind nicht auf der e-card gespeichert, sondern werden mit der Karte festgestellt. Diese Vorgangsweise vermeidet es, dass Versicherungsschutz von den Angaben auf einer (möglicherweise defekten, verlorenen usw.) Karte abhängt und erspart gesonderte Sicherungssysteme für diese Fälle. Für solche Situationen bestehen Vereinbarungen, die bis zu einer Abrechnungsgarantie zugunsten des Arztes reichen können. Wer nicht versichert ist, behält die e-card und kann sie für andere Zwecke weiter verwenden (z. B. als Bürgerkarte, zur Dokumentation der Personendaten), eine neue Versicherung wird (beim Arzt usw.) mit derselben Karte dokumentiert.
Die e-card wird wie ein Schlüssel verwendet, auf ihrem Chip sind und werden keine medizinischen Daten gespeichert. Technisch wäre das möglich und könnte – sofern datenschutzrechtliche Bedenken ausgeräumt werden können – in einer weiteren Ausbaustufe auf freiwilliger Basis erfolgen. Das gilt insbesondere für die bereits gesetzlich vorgesehene Speicherung von Notfalldaten auf dem Kartenchip. Die dafür notwendige Durchführungsverordnung des zuständigen Bundesministers wurde nicht erlassen, weil eine Reihe grundlegender Fragen offenblieben: Die Behandlung im Notfall darf z. B. nicht davon abhängen, ob eine Chipkarte – lesbar – vorhanden ist, auch die Aktualität der darauf gespeicherten Daten muss verifizierbar sein.
Der Chip der e-card erfüllt zwar die Anforderungen, die im Behördenverkehr und im Wirtschaftsleben an ein Bürgerkartensystem zu stellen sind – rechtsverbindliche Unterschriftsmöglichkeit durch elektronische Signatur aufgrund eindeutiger Identifikation des Menschen, auf den die Karte ausgestellt ist –  die Funktionen für die Bürgerkarte wurden aber mit Ende 2019 eingestellt.
Auf dem Chip und auf der Karte selbst sind folgende Daten verzeichnet:
- Kartenfolgenummer (wenn nach Verlust mehrere Karten mit den gleichen Daten für einen Menschen ausgestellt wurden)
- Vornamen
- Familiennamen (auf dem Chip in zwei Varianten: mit und ohne diakritische Zeichen)
- Geburtsdatum
- Akademischer Grad
- Kennnummer des Sozialversicherungsträgers
- Kennnummer der Karte
- Ablaufdatum
- Sozialversicherungsnummer

Mit einem handelsüblichen Chipkartenleser und entsprechender Software, wie z. B. die Software der Bürgerkarte oder anderer Tools, können diese Daten vom Chip ausgelesen werden.
Die Kosten einer e-card einschließlich Versand wurden 2010 mit 1,96 € angegeben.
Auf der Rückseite der e-card befindet sich die Europäische Krankenversicherungskarte EKVK, auch European Health Insurance Card (EHIC) genannt, die den Auslandskrankenschein und damit folgende Formulare ersetzt:
- E 110 – für das internationale Verkehrswesen
- E 111 – für vorübergehende Aufenthalte (z. B. Urlaubsreisen) in EU-Mitgliedsstaaten, EWR-Staaten und der Schweiz
- E 119 – für die Arbeitssuche
- E 128 – für Studium und für die Entsendung von Arbeitnehmern in ein anderes Land

Die Vereinfachungen durch die Koppelung dieser Karte an die e-card (keine parallele Kartenverwaltung, späterer Einsatz desselben Chips auch für elektronische Lesbarkeit) führten zu Kostenverringerungen in Höhe mehrerer Millionen Euro. Private Gruppen-Krankenversicherer nehmen an diesem System teil, wenn sie eine Versicherung betreiben, welche die gesetzliche Krankenversicherung ersetzt (opting-out-Modelle für freiberuflich tätige Personen wie Ärzte, Rechtsanwälte, Ziviltechniker).
Im Jahr 2010 wurden, da die erste Generation der e-cards mit der Fünfjahresfrist für die EKVK auf deren Rückseite auszulaufen begann, rund 4,2 Millionen Karten getauscht und dabei auch technische Neuerungen berücksichtigt.

### Kritik an der e-card
- Der österreichische Rechnungshof kritisierte[9] hohe Projektnebenkosten und Fehler im Projektmanagement. Nach einer Mitteilung der zuständigen Bundesministerin an den Nationalrat[10] stellte der Rechnungshof aber auch fest, dass sich das Projekt „innerhalb weniger Jahre amortisiert“ haben würde. Diesen Standpunkt bestätigte der Rechnungshof in seinem Bericht zur Verwaltungsreform 2007: Dort werden – unter Hinweis auf frühere Berichte mit kritischer Beurteilung der Projektabwicklung (die nicht allein dem Betreiber zuzurechnen war) – unter „Beurteilung (Einsparungspotenzial, Effizienzsteigerung, Qualitätsverbesserung)“ zwischen 6 Mill. Euro und 50,5 Mill. Euro jährlich sowie Effizienzsteigerungen festgehalten.[11]
- Ärzte und Ärztekammer bemängelten Fehler in der Einführungsphase der e-card. Allerdings war ein überwiegender Teil der Fehlermeldungen, wie Kontrollen ergaben, auf die Exaktheit des neuen Systems zurückzuführen, weil das e-card-System die Versicherungsansprüche on-line tagfertig anzeigte, während die früheren Anspruchsbelege ein- bis dreimonatige Gültigkeitsdauern aufwiesen und Veränderungen, wie Wegfall des Versicherungsschutzes innerhalb dieser Zeiträume, nicht berücksichtigt werden konnten. Den Gefahren, die aus kurzfristig entstehenden Versicherungslücken (z. B. durch Meldeverzögerungen bei Arbeitgeberwechsel oder Arbeitslosigkeit) auftraten, wurde durch großzügige Toleranzfristen (Schutzfristen) bis zu sechs Monaten, bei Studenten teilweise auch noch länger, Rechnung getragen. Ein weiterer Teil der Kritik aus der Ärzteschaft war von betriebswirtschaftlichen Motiven (befürchteter Mehraufwand) getragen, was durch die Rechtslage unterstützt wurde (verpflichtender Vertragsabschluss mit der Sozialversicherung). Dazu schloss sich der Rechnungshof[12] der Meinung des Hauptverbandes an, dass es für die Aufrechterhaltung eines auf Dauer funktionierenden Gesundheitswesens für die Gesamtbevölkerung notwendig sein wird, statt betriebswirtschaftlicher Überlegungen von Ärzten eher volkswirtschaftliche Überlegungen hinsichtlich der Allgemeinverträglichkeit einschlägiger Rechtsnormen anzustellen. Das Vertragspartnerrecht wäre hinsichtlich der Vergabe der Leistungsverträge für Vertragsärzte nach Auffassung des Rechnungshofes dort einzugrenzen, wo es gesundheitspolitische Entwicklungen behindert.
- Sozialhilfeempfänger erhielten anfangs keine e-card. Das hing damit zusammen, dass für diese Personengruppe in Österreich nicht die Krankenversicherungsträger (Krankenkassen), sondern die Länder und Gemeinden zuständig sind, und finanzielle Fragen noch offen waren.[13] Seit September 2010 sind auch Sozialhilfebezieher (Bezieher von bedarfsorientierter Mindestsicherung) in das e-card-System einbezogen. Ob Ansprüche geltend gemacht werden können, hängt allerdings von einer Anmeldung des jeweiligen Sozialhilfeträgers ab und kann von der Krankenversicherung nicht beeinflusst werden.[14]
- Im Jänner 2006 wurde eine Klagsdrohung gegen den Hauptverband der österreichischen Sozialversicherungsträger, den Herausgeber der e-cards, bekannt. Diese Klage wurde nicht eingebracht.[15] Auch von verschiedenen Seiten eingebrachte Strafanzeigen blieben ohne Effekt. Im März 2007 beendete die Staatsanwaltschaft Wien die Vorerhebungen, es wurden keine weiteren Verfahrensschritte eingeleitet. Eine tatsächlich eingebrachte Klage wurde vom Handelsgericht Wien mit Urteil vom 30. September 2009, Geschäftszahl 43 Cg 102/07h-24 rechtskräftig abgewiesen.[16]

### Zusatzanwendungen außerhalb des Gesundheitsbereiches
Neben den Anwendungen im Gesundheitsbereich konnte die e-card bis Ende 2019 zur Bürgerkarte aufgerüstet werden. Dafür wurden (teilweise in Zusammenarbeit mit den Anbietern von Chipkartenlesegeräten) Werbeaktionen im Rahmen öffentlicher Veranstaltungen (Messen usw.) durchgeführt.
Weitere privatwirtschaftliche und öffentliche Anwendungen sind in gesetzlichem Rahmen auch außerhalb der Sozialversicherung möglich, für die Verwendung der e-card sind entsprechend den gesetzlichen Vorgaben (Ersatz des Mehraufwandes) Zahlungen an den Hauptverband der österreichischen Sozialversicherungsträger zu leisten.

### Kartentausch
Da die Karten auch gleichzeitig die europäische Krankenversichertenkarten darstellen und diese ein gesetzliches Ablaufdatum aufweisen, müssen sie durch die Sozialversicherungsträger getauscht werden. Die häufigste Gültigkeitsdauer beträgt fünf Jahre und gilt für Arbeitnehmer und mitversicherte Gatten. Für Pensionisten ist eine Gültigkeit von zehn Jahren vorgesehen. Erstmals wurden im Laufe des Jahres 2010 ca. 4 Millionen Karten ausgetauscht. Bestrebungen, auch ein Foto auf der Karte gegen Missbrauch zu speichern, wurden auch bei dieser Version aus Kostengründen nicht berücksichtigt, die Karten sind jedoch für die Aufbringung von Fotos vorbereitet. Dabei wurde angegeben, dass sich die Kartenkosten durch die Aufbringung von Fotos um 23 Cent, somit bei (ohne Kinder usw.) 6 Millionen Personen um 1,38 Mio. € erhöhen würden (bereits vorhandene Fotos ohne deren Beschaffungsaufwand vorausgesetzt).
Ab 1. Jänner 2020 ist auf allen ab diesem Zeitpunkt an Personen, die das 14. Lebensjahr vollendet haben, neu ausgegebenen oder ausgetauschten e-cards ein Lichtbild dauerhaft anzubringen, das den Karteninhaber erkennbar zeigt. Bis 31. Dezember 2023 sind alle e-cards, auf denen noch kein Lichtbild angebracht ist, auszutauschen (§ 31a Abs. 8 ASVG).

## Trivia
Im österreichischen Tatort: Pumpen decken Eisner und Fellner einen Sozialversicherungsbetrug mit e-cards auf.